# Китастий Петро Іванович
Петро́ Іва́нович Кита́стий (28 квітня 1928, с. Михайлівка, Нехворощанський район, Полтавська область) — бандурист, активний учасник та заступник диригента Української капели бандуристів ім. Т. Г. Шевченка.

## Життєпис
З 1942 р. став наймолодшим учасником самодіяльної капели бандуристів. Потім працював інженером в Детройті, США та одночасно солістом тієї капели, згодом — заступником диригента. Довгими роками займався підготуванням майбутніх кадрів для капели. Заслужений артист України.
Живе в місті Лівонія, штат Мічиган.

### Родина
- Батько — бандурист, диригент Іван Китастий (1902—1972).
- Син — музикант Юліян Китастий (нар. 1958).
- Дядько — художник, іконописець Андрій Китастий (1892—1916).
- Дядько — музикант Григорій Китастий (1907—1984).
  - Двоюрідний брат — культуролог, дипломат, музикант Віктор Китастий (1943—2000)[2].
  - Двоюрідний брат — музикант Андрій Китастий (1954—2020).